# 3-тя повітряна армія (США)
3-тя повітряна армія (США) (англ. Third Air Force) — повітряна армія у складі ПС США. Штаб-квартира повітряної армії розташована на військово-повітряній базі Рамштайн у Німеччині. Армія становить кістяк повітряного компоненту Європейського та Африканського командувань ЗС США, на яку покладається завдання щодо оборони повітряного простору визначених територій та об'єктів у Європі та Африці.

## Історія
3-тя повітряна армія була активована 18 грудня 1940 року, як Південно-Східний повітряний округ ПС з базуванням на авіабазі Мак-Ділл, штат Флорида. 26 березня 1941 року округ був перейменований на 3-тю повітряну армію із завданням повітряної оборони Південного Сходу Сполучених Штатів та Мексиканської затоки. 8 січня 1941 року штаб армії перебазувався до міста Тампа.

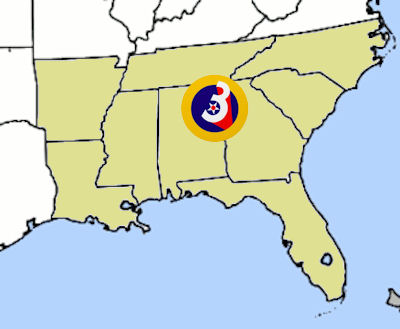
Зона відповідальності 3-ї повітряної армії в роки Другої світової війни

## Призначення
Командування 3-ї повітряної армії здійснює керівництво всіма повітряними силами США в Європі та в Африці, які беруть участь у операціях у надзвичайних ситуаціях та у воєнний час у зонах відповідальності Європейського командування (EUCOM) та Африканського командувань Сполучених Штатів Америки (AFRICOM). Армія також виконує специфічне завдання щодо підтримання зв'язку американських військових з британським урядом, який здійснюється з штаб-квартирою Королівських Повітряних сил Великої Британії на авіабазі Мілденхолл, Англія.
Через програму НАТО «Партнерство заради миру» командування 3-ї повітряної армії керує програмами військових контактів та допомоги для ряду країн Східної Європи. Треті ВВС також відповідають за планування дій у надзвичайних ситуаціях та підтримку американських інтересів безпеки в Африці.
До складу армії входить багато підрозділів, що мають на озброєнні понад 200 літальних апаратів та із загальною чисельністю понад 25 000 осіб.

## Склад
До складу 3-ї повітряної армії входять:
- 31-ше винищувальне крило (F-16C/D Block 40) (Авіано, Італія);
- 48-ме винищувальне крило (F-15C/D, F-15E, HH-60) (Лейкенхіт, Англія);
- 52-ге винищувальне крило (F-16C/D Block 50) (Шпангдалем, Німеччина);
- 86-те транспортне авіакрило (C-130, C-20, C-21A, C-37A) (Рамштайн, Німеччина);
- 100-те авіакрило дозаправлення (KC-135R) (Мілденхолл, Англія)
- 435-те крило підтримки наземних операцій (C-141 Starlifter) (Рамштайн, Німеччина)
- 501-ше крило бойової підтримки (Алконбері, Англія)

## Підпорядкованість
- Головний штаб Повітряного корпусу армії (General Headquarters Air Force) — з 18 грудня 1940 року
- Східне командування оборони — з 24 грудня 1941 року
- Бойове командування Повітряних сил (пізніше Повітряні сили армії США) — з 5 січня 1942 року
- Континентальні повітряні сили — з 13 грудня 1944 року
- Тактичне повітряне командування Повітряних сил — з 21 березня до 1 листопада 1946 року
- Командування Повітряних сил США у Європі — 1 травня 1951 до 1 листопада 2005 року; 1 грудня 2006 року по т.ч.
- Командування Повітряних сил США в Африці — з 20 квітня 2012 року по т.ч.